# 15-я армия (вермахт)
15-я армия (нем. 15. Armee) — создана 15 января 1941 года.

## Боевой путь армии
С января 1941 года дислоцировалась на побережье Ла Манша.
Участвовала в боях против высадившихся в 1944 году американо-британских войск.
13 апреля 1945 года капитулировала в Рурском котле.

## Состав армии
В мае 1941:
- 23-й армейский корпус
- 32-й армейский корпус (запасный)
- 37-й армейский корпус (запасный)
- 38-й армейский корпус
- 42-й армейский корпус
- 60-й армейский корпус (запасный)

В декабре 1941:
- 32-й армейский корпус (запасный)
- 37-й армейский корпус (запасный)
- 60-й армейский корпус (запасный)

В апреле 1943:
- 81-й армейский корпус
- 82-й армейский корпус
- 89-й армейский корпус

В мае 1944:
- 67-й армейский корпус
- 81-й армейский корпус
- 82-й армейский корпус
- 89-й армейский корпус

15 декабря 1944
15-я полевая армия: генерал пехоты Gustav von Zangen
- 621-й артиллерийский полковой штаб z.b.V.
- 1000-я штурмовая миномётная рота (Штурмтигр)
- 1001-я штурмовая миномётная рота (Штурмтигр)
- 1513-я крепостная артиллерийская батарея (20 122mm sFH 396 (r))
- 1301-й крепостной артиллерийский дивизион (9 220mm Kan. 531 (f))
- 1310-й крепостной артиллерийский дивизион (18 122mm sFH 396 (r))
- 1076-я крепостная артиллерийская батарея (2 240mm Kan. (t))
- 341-й дивизион штурмовых орудий (16 StuG)
- 902-й дивизион штурмовых орудий (16 StuG)
- 14-й наблюдательный батальон
- 63-й (bo) лёгкий наблюдательный батальон
- 55-я (bo) наблюдательная батарея
- 682-я (mot Zug) противотанковый дивизион
- 434-й инженерно-строительный батальон
- 1-я зенитная бригада (16 тяжёлых & 8 средних/лёгких батареи)27
- 9-я танковая дивизия: генерал-майор von Elverfeldt (12,251/6,258/3,995)
  - 1/,2/10-й моторизованный полк
  - 1/,2/11-й моторизованный полк
  - 9-й танковый разведывательный батальон
  - 1/,2/33-й танковый полк (28 Mk IV & 37 Mk V)
    - Mk V Panther — 60/47/37/10
    - Mk IV — 30/28/28/0

  - 1/,2/,3/102-й танковый артиллерийский полк
    - 105mm lFH 18/40- 19/19/0/0 (on 14 Dec) — 18
    - 150mm sFH 18/40- 8/8/0/0 (on 14 Dec) — 8
    - 100mm K18 — 4/4/0/0 (on 14 Dec) — 3
    - Hummel — 12/5/5/7 (on 14 Dec) — 5

  - 287-й армейский зенитный дивизион
  - 50-й противотанковый дивизион (10 Pzjg IV)
    - StuG — 45/11/10/14
    - Heavy PAK — 13/12/11/0

  - 86-й сапёрный батальон
  - Подразделения обеспечения дивизии
- 15-я моторизованная дивизия: полковник H.J.Deckert (13,017/7,605/5,172)
  - 1/,2/,3/104-й моторизованный полк
  - 1/,2/,3/115-й моторизованный полк
  - 115-й танковый батальон (14 MK IV & 38 StuG)
    - Mk IV & StuG — 68/69/57/0
    - 115-й танковый разведывательный батальон

  - 1/,2/,3/115-й артиллерийский полк
    - 105mm lFH — 37/37/0/0 (on 14 Dec) — 24
    - 150mm sFH — 12/12/0/0 (on 14 Dec) — 8
    - 100mm K18 — 4/4/0/0 (on 14 Dec) — 3

  - 33-й противотанковый дивизион (20 Pzjg IV)
    - Heavy PAK — 19/16/12/8

  - 33-й инженерный батальон
  - 315-й зенитный дивизион
  - 33-й батальон связи
- 246-я народная пехотная дивизия: полковник P. Körte (9,936/6,489/5,514)
  - 1/,2/352-й пехотный полк
  - 1/,2/404-й пехотный полк
  - 1/,2/689-й пехотный полк
  - 1/,2/,3/,4/246-й артиллерийский полк
    - 75mm PAK (on 14 Dec) — 5
    - 76.2mm R (on 14 Dec) — 7
    - 105mm lFH 18/40 (on 14 Dec) — 9
    - 122mm sFH 396(r) (on 14 Dec)- 6
    - 150mm lFH 18 (on 14 Dec) — 9

  - 246-й стрелковый батальон
  - 246-й противотанковый дивизион (8 Hetzer Pzjg 38t)
  - 246-й сапёрный батальон
  - 246-й батальон связи
  - Подразделения обеспечения дивизии
- 340-я народная пехотная дивизия: полковник T. Tolsdorf
  - 1/,2/694-й пехотный полк
  - 1/,2/695-й пехотный полк
  - 1/,2/696-й пехотный полк
  - 1/,2/,3/,4/340-й артиллерийский полк
    - 75mm FK 40 (on 14 Dec) — 18
    - 105mm lFH 18/40 (on 14 Dec) — 24
    - 150mm lFH 18 (on 14 Dec) — 12

  - 340-я стрелковая рота
  - 340-й противотанковый дивизион (9 Hetzer Jgpz 38t)
  - 340-й сапёрный батальон
  - 340-й батальон связи
  - Подразделения обеспечения дивизии
- LXXIV корпус: генерал пехоты Karl Püchler
  - III/139-й тяжёлый гаубичный дивизион (12-150mm sFH 18)
  - 628-й миномётный дивизион (6-210mm howitzers)
  - 992-й лёгкий артиллерийский дивизион (8-105mm lFH 18/40 &
  - 4 152mm KH 433 (r) guns)
  - 843-й лёгкий артиллерийский дивизион (12-105mm lFH 18)
  - 1193-й тяжёлый артиллерийский дивизион (9-150mm sFH 18)
  - 1308-й крепостной артиллерийский дивизион (27FK 240 (d))
  - 85-я пехотная дивизия: полковник Bechler
    - 1/,2/1053-й пехотный полк
    - 1/,2/1054-й пехотный полк
    - 1/,2/1064-й пехотный полк
    - 85-й стрелковый батальон
    - 1/,2/,3/,4/185-й артиллерийский полк
      - 105mm sFH 18/40 (on 14 Dec) — 12
      - 185-й противотанковый дивизион
      - 185-й сапёрный батальон
      - 185-й батальон связи

    - Подразделения обеспечения дивизии

  - 89-я пехотная дивизия: генерал-майор Bruns (7,861/4,841/4,048)
    - 1/,2/1055-й пехотный полк
    - 1/,2/1056-й пехотный полк
    - 1/,2/1063-й пехотный полк
    - 189-й стрелковый батальон
    - 1/,2/,3/189-й артиллерийский полк
      - -* 105mm sFH 18/40 (on 14 Dec) — 9
      - 122mm sFH 396(r) (on 14 Dec)- 2
      - 150mm lFH 18 (on 14 Dec) — 4

    - 189-й противотанковый дивизион (9 StuG)
    - Подразделения обеспечения дивизии

  - 344-я пехотная дивизия: генерал-майор Jolasse (5,658/3,366/2,985)
    - 1/,2/,3/1057-й пехотный полк
    - 1/,2/,3/1058-й пехотный полк
    - Staff/832-й пехотный полк
    - 1/,2/,3/,4/344-й артиллерийский полк
      - 105mm sFH 18/40 (on 14 Dec) — 27

    - 344-й стрелковый батальон
    - 344-й противотанковый дивизион (10 Hetzer Pzjg 38t)
    - 344-й сапёрный батальон
    - 344-й батальон связи
    - Подразделения обеспечения дивизии

  - 353-я пехотная дивизия: генерал-лейтенант Mahlmann (7,328/?/2,796)
    - 1/,2/941-й пехотный полк
    - 1/,2/942-й пехотный полк
    - 1/,2/943-й пехотный полк
    - 353-й стрелковый батальон
    - 1/,2/,3/,4/353-й артиллерийский полк
      - 105mm sFH 18/40 (on 14 Dec) — 15
      - 75mm IG 33 (on 14 Dec) — 2

    - 353-й противотанковый дивизион (8 Hetzer Pzjg 38t)
    - 353-й сапёрный батальон
    - 353-й батальон связи
    - Подразделения обеспечения дивизии[1]

В апреле 1945:
- 74-й армейский корпус
- 81-й армейский корпус

## Командующие армией
- Генерал-полковник Курт Хазе, 15 января 1941 — 30 ноября 1942
- Генерал танковых войск Хайнрих фон Фитингхоф-Шель, 1 декабря 1942 — 5 августа 1943
- Генерал-полковник Ханс фон Зальмут, 5 августа 1943 — 25 августа 1944
- Генерал пехоты Густав фон Цанген, 25 августа 1944 — 13 апреля 1945